# Arthur Caplan

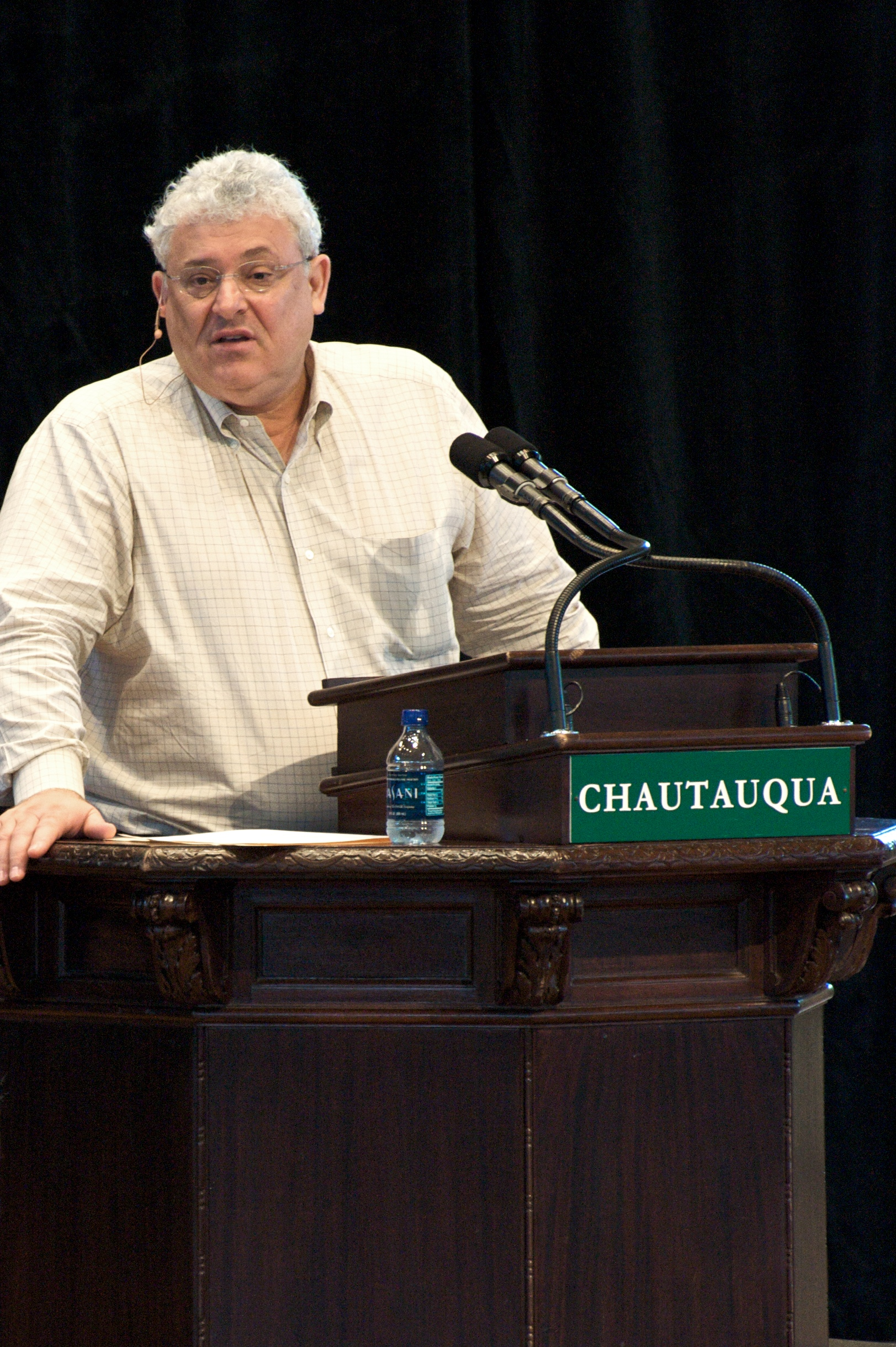
Arthur Caplan

Arthur L. Caplan (* 1950 in Boston, Massachusetts, Vereinigte Staaten von Amerika) ist Medizinethiker und der Inhaber des Lehrstuhls Drs. William F. and Virginia Connolly Mitty für Bioethik am Langone Medical Center der New York University (NYULMC). Caplan ist der Gründungsdirektor der Abteilung für Medizinethik am NYULMC. Laut Google Scholar haben seine veröffentlichten Bücher und Artikel seit 2009 einen h-Index von 47 und einen I10-Index von 87 ergeben.
Caplan hat viele Beiträge zur öffentlichen Ordnung geleistet, unter anderem unterstützte er die Gründung des National Marrow Donor Program (ein Programm zur Knochenmarkspende) und erschuf Richtlinien zur erforderlichen Anfrage bei Leichenorganspenden, die in vielen US-amerikanischen Staaten übernommen wurden. Er half bei der Schaffung eines Systems zur Verteilung von Organen in den USA und bei der Beratung über den Inhalt des Nationalen Organtransplantationsgesetzes von 1984 und erarbeitete Regeln für die Organ-Lebendspende. Außerdem beeinflusste er die Gesetzgebung und Regulierung in vielen anderen Bereichen der Gesundheitsversorgung, einschließlich der Blutsicherheit und der Compassionate Use.
Caplan sicherte 1991 die erste Entschuldigung für die Tuskegee-Syphilis-Studie von Lewis Sullivan, dem damaligen Sekretär des Ministeriums für Gesundheitspflege und Soziale Dienste der Vereinigten Staaten. Zusammen mit William Seidelman und anderen erreichte Caplan, dass sich die Bundesärztekammer im Jahr 2012 für die Rolle deutscher Ärzte bei Nazi-Gefängnisexperimenten während des Holocaust entschuldigte.

## Leben und Ausbildung
Geboren in Boston, Massachusetts, 1950 als Sohn von Sidney D. und Natalie Caplan, wuchs Arthur Caplan in Framingham, Massachusetts, auf. Caplan beschrieb seine Familie als „Arbeiterkreis, zionistisch und weltlich“. Er schreibt seinen Hintergrund dem Judentum zu, das sein Interesse an Untersuchungs- und Argumentationsmethoden geweckt habe. Im Alter von sechs Jahren wurde bei Caplan Polio diagnostiziert. Er wurde im Boston Children’s Hospital erfolgreich behandelt und spielte anschließend Sport an der Framingham Highschool. Caplan erklärte, dass diese lebensbedrohliche Krankheit eine prägende Erfahrung war, die sein späteres Engagement in Philosophie und Bioethik beeinflusste.
Caplan absolvierte sein Studium an der Brandeis University, wo er Philosophie studierte. Dort lernte er seine erste Frau Jane kennen. Ihr Sohn Zachary wurde 1984 geboren. Caplans zweite Frau, Meg Brennan Caplan, ist Direktorin des Hudson Valley Health Care Systems der Veteranenverwaltung.
Caplan absolvierte seine Diplomarbeit an der Columbia University, wo er 1973 einen Masterabschluss, 1975 einen M.Phil. und 1979 einen Doktortitel in Wissenschaftstheorie erhielt. Seine Dissertation Philosophical Issues Concerning the Synthetic Theory of Evolution (Philosophische Fragen zur synthetischen Evolutionstheorie) wurde von Ernest Nagel und Sidney Morgenbesser mitbetreut. Caplan arbeitete bei Nagel als Lehrassistent und war der letzte Absolvent der Karriere Nagels. Während seiner Zeit an der Columbia University lernte Caplan den Psychoanalytiker und Erziehungsdekan Bernard Schoenberg kennen. Schoenberg erlaubte ihm, als Beobachter und Medizinstudent an klinischen Rotationen in der Medizinischen Hochschule der Universität teilzunehmen und dabei erstmals „Ethik in Aktion“ zu erleben.

## Berufslaufbahn
Caplan lernte 1977 Daniel Callahan kennen, einen Philosophen, der zusammen mit dem Psychiater Willard Gaylin das Hastings Center (heute in Garrison, New York) mitbegründete. 1977 trat Caplan zunächst als Nachwuchswissenschaftler und dann als Post-Doktorand-Fellow dem Hastings Center bei. Er verbrachte die nächsten zehn Jahre am Hastings Center, wo er von 1985 bis 1987 als stellvertretender Direktor tätig war. In dieser Zeit prägte Caplan zusammen mit anderen die aufstrebende Disziplin der Bioethik. Er veröffentlichte ausführliche Artikel über Genetik (einschließlich der Ethik von Gentests und Untersuchungen), Evolution, Soziobiologie und Ethikunterricht. Zunehmend interessierte er sich auch für die Ethik von Menschen- und Tierversuchen sowie für neue medizinische Technologien. Caplan begann die Rolle eines öffentlichen Intellektuellen zu übernehmen, indem er Philosophie im öffentlichen Diskurs anwandte und sich zu Fragen der öffentlichen Ordnung äußerte.
1987 wechselte Caplan zur University of Minnesota, wo er Professor an den Fakultäten für Philosophie und Chirurgie und erster Direktor des Zentrums für Biomedizinethik wurde. Im Jahr 1989 organisierte er die Center for Bioethics Conference on Medical Ethics and the Holocaust, die erste Konferenz, die zur Diskussion über Bioethik und den Holocaust einberufen wurde. Während seiner Zeit in Minnesota beschäftigte er sich besonders intensiv mit Fragen der Organtransplantation und Genetik und arbeitete mit Rosalie A. Kane an Dilemmata der „Alltagsethik“ im Zusammenhang mit der Behandlung älterer Menschen. Er schrieb auch über Bioethik im Zusammenhang mit dem Holocaust. Im Jahr 1992 trat er dem Medizinbeirat des United States Holocaust Memorial Museum bei, einer von vielen Institutionen, die sich um seine Beteiligung bemühten.
Im Mai 1994 ging Caplan an die University of Pennsylvania in Philadelphia. Er gründete das Zentrum für Bioethik und die Abteilung für Medizinethik und hatte Professuren in verschiedenen Fachbereichen inne, darunter Medizin und Philosophie. Mitte der 90er Jahre führten er und seine Kollegen erste empirische Studien zur Organspendereignung und zu Spenderquoten durch. Im Jahr 2009 wurde die Sidney-D.-Caplan-Professur für Bioethik an der Perelman School of Medicine der University of Pennsylvania gegründet, die nach Caplans Vater benannt wurde. Arthur Caplan wurde der erste Inhaber der Professur.
Während seiner Zeit an der University of Pennsylvania war er der erste Bioethiker, der wegen seiner beruflichen Rolle verklagt wurde, nachdem er an einer Gentherapie-Studie teilgenommen hatte, die zum Tod des Probanden Jesse Gelsinger führte. Die Klage wurde daraufhin als unbegründet abgewiesen.
Im Jahr 2009 half Caplan bei der Entwicklung des ersten Grippe-Impfpflicht am Children’s Hospital of Philadelphia und später bei den Richtlinien des Staates New York, die das Gesundheitspersonal zur „Impfung oder Maskierung“ verpflichtete. Im selben Jahr forderte er eine Verschärfung der Restriktionen für Fertilitätskliniken und In-vitro-Befruchtungen und hat sich wiederholt für die Forschung an embryonalen Stammzellen ausgesprochen.
Im Jahr 2012 kam Caplan als Doktor der Medizin an das Langone Medical Center der New York University als William-F.-und-Virginia-Connolly-Mitty-Professor für Bioethik und Gründungsdirektor der Abteilung für Bioethik.
Im Mai 2015 startete Caplan zusammen mit dem Pharmaunternehmen Johnson & Johnson ein Pilotprojekt zur gerechten Verteilung experimenteller Medikamente außerhalb laufender klinischer Studien. Er gründete das Compassionate Use Advisory Committee (CompAC), ein Gremium bestehend aus Bioethikern, Ärzten und Patientenvertretern, um auf Appelle von todkranken Patienten für ein Krebsmedikament, das von J&J entwickelt wurde, zu reagieren. Es gilt als das erste seiner Art in der pharmazeutischen Industrie.
Zu den jüngsten Aktivitäten zählten die Einführung einer Bewegung zur Lockerung der Beschränkungen für Blutspenden von homosexuellen Männern und die Forderung, die Olympischen Sommerspiele von Rio de Janeiro wegen der Bedrohung durch den Zika-Virus zu verschieben.
Caplan wurde von einigen klassischen Philosophen für seine „Hands-on-Philosophie“ kritisiert sowie von einigen Kollegen wegen seines begeisterten Engagements mit den Medien. Als Antwort darauf sagte er: „Für mich besteht der Sinn von Ethik darin, Menschen zu verändern, ihr Verhalten zu ändern. Warum sollte ich das sonst tun?“

## Akademische Arbeit
Caplan ist Autor oder Herausgeber von mehr als 35 Büchern und mehr als 735 Artikeln in Fachzeitschriften für Medizin, Wissenschaft, Philosophie, Bioethik und Gesundheitspolitik.
Caplan ist regelmäßiger Mitarbeiter von WebMDs Medscape-Website und regelmäßiger Kommentator der Radiosender WGBH (FM) in Boston und WMNF in Tampa, Florida. Er ist häufiger Gast und Kommentator bei verschiedenen anderen Medien und diskutiert über Themen der öffentlichen Gesundheit wie Adipositas, Ebolafieber, Zika-Virus und Impfung.
Caplan war Co-Direktor einer gemeinsamen Studie des Europarates und der Vereinten Nationen über den Organhandel. Caplan forderte ein neues internationales Übereinkommen über kriminellen Organhandel. Er hat sich zu internationalen Themen wie dem Organraub an Falun-Gong-Praktizierenden in China geäußert. Caplan führte bei führenden medizinischen Fachzeitschriften einen Boykott über Transplantationen aus China ein.
International war Caplan Vorsitzender des beratenden Ausschusses der Vereinten Nationen über das Klonen von Menschen und war Mitglied des Sonderbeirats des Internationalen Olympischen Komitees für Genetik und Gentherapie.
Caplan hat in einer Reihe von nationalen Ausschüssen mitgewirkt, unter anderem als Vorsitzender der Biobanking-Ethik-Arbeitsgruppe des National Cancer Institute und als Vorsitzender des Beiratsausschusses des US-Gesundheitsministeriums für Blutsicherheit und -verfügbarkeit. Er war Mitglied des beratenden Präsidialausschusses für Golfkriegserkrankungen und des Sonderbeirats des National Institute of Mental Health für Menschenversuche an besonders schutzbedürftigen Personen. Caplan ist Berater der Defense Advanced Research Projects Agency (DARPA) für Synthetische Biologie und hat sich an die Präsidialkommission für die Untersuchung bioethischer Fragen gewandt. Caplan war auch Mitglied des Ethikkomitees der American Society of Gene Therapy.
Caplan hat viele Unternehmen, Non-Profit-Organisationen und Verbraucherorganisationen beraten. Er ist Mitglied des Kuratoriums des Instituts für Ethik und Zukunftstechnologien. Er saß auch im Vorstand des National Center for Policy Research on Women & Families, des Franklin Institutes, der Iron Disorders Foundation, und der National Disease Research Interchange. Von 2005 bis 2008 war er Vorsitzender des Beirats für Bioethik bei GlaxoSmithKline.

## Auszeichnungen und Ehrungen
Arthur Caplan wurde 1990 zum Fellow des Hastings Center gewählt, sowie 1994 zum Fellow der American Association for the Advancement of Science und des College of Physicians of Philadelphia, 1997 zum Fellow der New York Academy of Medicine, und war 2008 Ehrenmitglied des American College of Legal Medicine.
Caplan wurde 2001 von der Zeitschrift USA Today zur Person des Jahres gekürt. Im Dezember 2008 wurde er von dem Magazin Discover zu einem der zehn einflussreichsten Persönlichkeiten der Wissenschaft ernannt, weil er „philosophische Debatten in verständliche Ideen übersetzt“ und „Bioethik demokratisiert“ hat. Caplan ist laut dem National Journal einer der zehn einflussreichsten Menschen in der Biotechnologie in Amerika; laut Nature Biotechnology einer der zehn einflussreichsten Menschen in der Ethik der Biotechnologie. Laut dem Magazin Modern Health Care ist Caplan einer der 50 einflussreichsten Menschen im amerikanischen Gesundheitswesen und laut der Zeitschrift Scientific American einer der 100 einflussreichsten Menschen in der Biotechnologie.
Caplan besitzt sieben Ehrentitel von Colleges und medizinischen Fakultäten. Er erhielt im Jahr 1999 die McGovern-Medaille der American Medical Writers Association, 2007 die John-P.-McGovern-Lehrauftragauszeichnung der Medical Library Association, und im Jahr 2011 den Patricia-Price-Browne-Prize in biomedizinischer Ethik. Im Jahr 2014 erhielt er den Public Service Award der National Science Foundation und im Mai 2016 den Rare Impact Award der National Organization for Rare Disorders (NORD). Die American Society for Bioethics & Humanities (ASBH) verlieh Caplan 2016 den Lifetime Achievement Award.

## Bibliografie
- Jason Schwartz, Arthur L. Caplan, Vaccination Ethics and Policy, Cambridge, MA: MIT Press, 2017, ISBN 9780262035330
- Arthur L. Caplan; Brendan Parent, The Ethics of Sport: Essential Readings, New York: Oxford University Press, 2016, ISBN 978-0190210991
- Arthur L. Caplan; James J. McCartney; Daniel P. Reid, Replacement Parts: The Ethics of Procuring and Replacing Organs in Humans, Washington, D.C.: Georgetown University Press, 2015, ISBN 9781626162365
- Dominic A. Sisti; Arthur L. Caplan; Hila Rimon-Greenspan, Applied Ethics in Mental Health Care: An Interdisciplinary Reader, Cambridge, Mass.: MIT Press, 2013, ISBN 9780262019682
- Arthur L. Caplan; Robert Arp, Contemporary Debates in Bioethics, [S.l.]: Wiley-Blackwell, September 2013, ISBN 978-1-444-33714-3
- Vardit Ravitsky; Autumn Fiester; Arthur L. Caplan, The Penn Center Guide to Bioethics, New York: Springer Pub, 16. April 2009, ISBN 9780826115225
- Arthur L. Caplan, Smart Mice, Not-So-Smart People: An Interesting and Amusing Guide to Bioethics, Lanham, Md.: Rowman & Littlefield Publishers, 14. September 2006, ISBN 9780742541719
- Arthur L. Caplan, The Case of Terri Schiavo: Ethics at the End of Life, Amherst, NY: Prometheus Books, 2006, ISBN 9781591023982
- Arthur L. Caplan; James J. McCartney, Health, Disease, and Illness: Concepts in Medicine, Georgetown University Press, 17. Juni 2004, ISBN 9781589013384
- David Magnus; Arthur Caplan; Glenn McGee, Who Owns Life?, Amherst, N.Y.: Prometheus Books, 1. April 2002, ISBN 1-57392-986-7, 9781573929868
- Lois Snyder; Arthur L. Caplan, Assisted Suicide: Finding Common Ground, Bloomington: Indiana University Press, 2002, ISBN 9780253339775
- Dianne M. Bartels; Bonnie S. LeRoy; Arthur L. Caplan, Prescribing Our Future: Ethical Challenges in Genetic Counseling, Transaction Publishers, 1993, ISBN 9780202368146
- Arthur L. Caplan, When Medicine Went Mad: Bioethics and the Holocaust, Totowa, NJ: Humana Press, 1992, ISBN 9780896032354

## Ausgewählte Artikel
- Brit Trogen; Arthur Caplan; Perri Klass, The Ethics of Open-Label Placebos in Pediatrics, American Academy of Pediatrics, 11. Juli 2017
- K. M. Folkers; A. L. Caplan; L. H. Igel, Zika, Sexual Transmission, and Prudent Public Health Policy, Public Health, Vol. 148, S. 66–68, Juli 2017
- Arthur L. Caplan; Alison Bateman-House, „Alien“ Health Care, American Public Health Association, 107 (7), S. 1029–30, Juli 2017
- Phoebe Friesen; Lisa Kearns; Barbara Redman; Arthur L. Caplan, Rethinking the Belmont Report?, American Journal of Bioethics, 17 (7), S. 15–21, 29. Juni 2017
- Ariane Lewis; Katherine Cahn-Fuller; Arthur Caplan, Shouldn’t Dead Be Dead?: The Search for a Uniform Definition of Death, The Journal of Law, Medicine & Ethics, 45 (1), S. 112–128, 20. April 2017
- Arthur Caplan; Duncan Purves, A Quiet Revolution in Organ Transplant Ethics, Journal of Medical Ethics, 19. April 2017
- Ayelet Evrony; Arthur Caplan, The Overlooked Dangers of Anti-Vaccination Groups’ Social Media Presence, Human Vaccines & Immunotherapeutics, Vol. 13(6)
- Brendan Parent; Arthur L. Caplan, Fair Is Fair: We Must Re-allocate Livers for Transplant, BMC Medical Ethics, 5. April 2017
- Barbara K. Redman; Arthur L. Caplan, Improving Research Misconduct Policies, EMBO Press, Report 18 (4), S. 511–514, 1. April 2017
- Carolyn P. Neuhaus; Arthur L. Caplan, Genome Editing: Bioethics Shows the Way, PLOS Biology, 16. März 2017
- Laura L. Kimberly; Marc M. Beuttler; Michael Shen; Arthur L. Caplan; A. Bateman-House, Pre-Approval Access Terminology: A Cause for Confusion and a Danger to Patients, Therapeutic Innovation & Regulatory Science, Sage Journals, 3. März 2017
- Arthur Caplan; Phoebe Friesen, Health Disparities and Clinical Trial Recruitment: Is There a Duty to Tweet?, PLOS Biology, 1. März 2017
- Norbert W. Paul; Arthur Caplan; Michael E. Shapiro; Charl Els; Kirk C. Alison; Huige Li, Human Rights Violations in Organ Procurement Practice in China, BMC Medical Ethics, 8. Februar 2017
- John P.A. Ioannidis; Arthur L. Caplan; Rafael Dal-Ré, Outcome Reporting Bias in Clinical Trials: Why Monitoring Matters, The BMJ, 14. Februar 2017
- Arthur Caplan; Ariane Lewis, No Merit Badge for CPR, The American Journal of Bioethics, Vol. 17 (2), 23. Januar 2017
- Dominic Sisti; Arthur Caplan, The Concept of Disease, In: Miriam Solomon; Jeremy R. Simon; Harold Kincaid, The Routledge Companion to Philosophy of Medicine, New York: Routledge, S. 5–15, Januar 2017
- Arthur L. Caplan; Brendan Parent; Lee H. Igel, Players’ Doctors: The Roles Should Be Very Clear, Hastings Center Report, Vol. 46 (52), S. 25–27, 21. November 2016
- Wendy K. Dean; Arthur L. Caplan; Brendan Parent, Military Genitourinary Trauma: Policies, Implications, Ethics, Hastings Center Report, Vol. 46 (6), S. 10–13, 22. November 2016
- Alison Bateman-House; Kenneth Moch; Arthur Caplan; Lisa Kearns, Executive Summary: Findings on „Right to Try“ Laws and Pre-Approval/Compassionate/Expanded Access to Investigational Medical Products, 7. Juli 2016
- Arthur Caplan; Amrit Ray, The Ethical Challenges of Compassionate Use, The JAMA Network, 315 (10), S. 979–980, 8. März 2016
- Arthur L. Caplan, How Can Aging Be Thought of As Anything Other than a Disease?, In Handbook of the Philosophy of Medicine by Thomas Schramme, Steven Edwards, Springer International Publishing, S. 1–8
- R Scott Braithwaite; Elizabeth R Stevens; Arthur Caplan, Is Risk Stratification Ever the Same as ‘Profiling’?, Journal of Medical Ethics, Vol. 42 (5), S. 325–329, Mai 2016
- A. Bateman-House, L. Kimberly, B. Redman, N. Dubler, A. Caplan: Right-to-try laws: hope, hype, and unintended consequences. In: Annals of internal medicine. Band 163, Nummer 10, November 2015, S. 796–797, doi:10.7326/M15-0148, PMID 26413841.
- Kirk C. Allison; Arthur Caplan; Michael E. Shapiro; Charl Els; Norbert W. Paul; Huige Li, Historical Development and Current Status of Organ Procurement from Death-Row Prisoners in China, BMC Medical Ethics, Vol. 16 (1), 3. Dezember 2015
- Jared M. Pisapia; Casey H. Halpern; Ulf J. Muller; Piergiuseppe Vinai; John A. Wolf; Donald M. Whiting; Thomas A. Wadden; Gordon H. Baltuch; Arthur L. Caplan, Ethical Considerations in Deep Brain Stimulation for the Treatment of Addiction and Overeating Associated with Obesity, AJOB Neuroscience, 4 (2), S. 35–46, 29. April 2013
- P. P. Reese, R. D. Bloom, J. Shults, A. Thomasson, A. Mussell, S. E. Rosas, K. L. Johansen, P. Abt, M. Levine, A. Caplan, H. I. Feldman, J. Karlawish: Functional status and survival after kidney transplantation. In: Transplantation. Band 97, Nummer 2, Januar 2014, S. 189–195, doi:10.1097/TP.0b013e3182a89338, PMID 24113514, PMC 3946985 (freier Volltext).
- A. Caplan: Bioethics of organ transplantation. In: Cold Spring Harbor perspectives in medicine. Band 4, Nummer 3, März 2014, S. , doi:10.1101/cshperspect.a015685, PMID 24478386, PMC 3935394 (freier Volltext) (Review).
- J. R. Guichon, I. Mitchell, P. Buffler, A. Caplan: Citizen intervention in a religious ban on in-school HPV vaccine administration in Calgary, Canada. In: Preventive medicine. Band 57, Nummer 5, November 2013, S. 409–413, doi:10.1016/j.ypmed.2013.06.005, PMID 23769899.
- A. Caplan: Liberty has its responsibilities: holding non-vaccinators liable for the harm they do. In: Human vaccines & immunotherapeutics. Band 9, Nummer 12, Dezember 2013, S. 2666–2667, doi:10.4161/hv.26252, PMID 24013297, PMC 4162050 (freier Volltext).
- Beth E. Roxland; Arthur L. Caplan, Should Unclaimed Frozen Embryos be Considered Abandoned Property and Donated to Stem Cell Research? (PDF), Boston University Journal of Science & Technology Law, Vol. 20 (1), 2013
- William N. Rom; Homer Boushey; Arthur Caplan, Experimental Human Exposure to Air Pollutants Is Essential to Understand Adverse Health Effects, American Journal of Respiratory Cell and Molecular Biology; Vol. 49 (5), S. 691–696, 1. November 2013
- James H. Stephen, Casey H. Halpern, Cristian J. Barrios, Usha Balmuri, Jared M. Pisapia, John A. Wolf, Kyle M. Kampman, Gordon H. Baltuch, Arthur L. Caplan, Sherman C. Stein: Deep brain stimulation compared with methadone maintenance for the treatment of heroin dependence: a threshold and cost-effectiveness analysis. In: Addiction. 107, 2012, S. 624, doi:10.1111/j.1360-0443.2011.03656.x.
- Kyle Powys Whyte, Evan Selinger, Arthur L. Caplan, Jathan Sadowski: Nudge, Nudge or Shove, Shove—The Right Way for Nudges to Increase the Supply of Donated Cadaver Organs. In: The American Journal of Bioethics. 12, 2012, S. 32, doi:10.1080/15265161.2011.634484.
- Robert Field; Arthur Caplan, Evidence-Based Decision Making for Vaccines: The Need for an Ethical Foundation, Vaccine, 30(6), S. 1003–1007, 1. Februar 2012
- Arthur Caplan: The Use of Prisoners as Sources of Organs–An Ethically Dubious Practice. In: The American Journal of Bioethics. 11, 2011, S. 1, doi:10.1080/15265161.2011.607397.
- Arthur Caplan, Time to Mandate Influenza Vaccination in Health-Care Workers, The Lancet, 378 (9788), S. 310–311, 23. Juli 2011
- Peter Reese; Arthur Caplan, Better off Living: The Ethics of the New UNOS Proposal for Allocating Kidneys for Transplantation, Clinical Journal of the American Society of Nephrology, 9, S. 2310–12, 2011
- J. L. Schwartz, A. L. Caplan: Vaccination refusal: ethics, individual rights, and the common good. In: Primary care. Band 38, Nummer 4, Dezember 2011, S. 717–28, ix, doi:10.1016/j.pop.2011.07.009, PMID 22094142 (Review).
- Arthur L. Caplan, Is Industry Money the Root of All Conflicts of Interest Biomedical Research?, Annals of Emergency Medicine, 59 (2), S. 87–88, Februar 2012